# Triángulo (álbum)
Triángulo (también conocido como Volumen 5) es el quinto disco de estudio de la agrupación de rock argentina Pappo's Blues, lanzado en 1974 por Music Hall.

## Detalles
Para el quinto LP de la banda acompañan a Pappo Daniel Eduardo "Fanta" Beaudoux en bajo y Eduardo Garbagnati en batería. Este es un disco muy experimental, que refleja un estilo heavy europeo, totalmente distinto a todo lo que había producido Pappo en el pasado. 
Hay temas como "Hubo distancias en un curioso baile matinal (parte II)" o "El buzo" (con León Gieco como invitado en voz), que muestran, respectivamente la veta clásica del Carpo y una rara incursión instrumental en guitarra acústica, dominada por lo atonal, y con sutiles reminiscencias barrocas. 
Al finalizar la grabación, Pappo viajó nuevamente a Inglaterra, donde se quedó por dos años. En Londres trabajó de lavacopas y descubrió un sótano que servía para ensayar. 
Aunque no tenía dinero para alquilarlo, se quedó tras acordar con la dueña hacer el mantenimiento del lugar. 
Allí fue testigo de la formación de Motörhead.

## Lista de temas
Lado 1
1. "Malas compañías" (Pappo - E. D. Beaudoux)
2. "Nervioso visitante" (Pappo) Instrumental.
3. "Mirese adentro" (Pappo - E. D. Beaudoux - E. Garbagnati)

Lado 2
1. "Hubo distancias en un curioso baile matinal" (Pappo)
2. "Hubo distancias en un curioso baile matinal" (parte II) (Pappo)
3. "El buzo" (Pappo) Instrumental.

## Músicos
- Pappo: guitarra y voz
- Eduardo Daniel "Fanta" Beaudoux: bajo
- Eduardo Garbagnati: batería

Invitados
- León Gieco: voz en "El buzo"
- Nacho Smilari: voz en "El buzo"

Ficha técnica
- Jorge Da Silva: ingeniero de grabación
- Rodolfo Bozzolo: arte de tapa